# Moudania
Moudania (in greco Μουδανιά?) è un ex comune della Grecia nella periferia della Macedonia Centrale di 17032 abitanti secondo i dati del censimento 2001.
È stato soppresso a seguito della riforma amministrativa, detta Programma Callicrate, in vigore dal gennaio 2011 ed è ora compreso nel comune di Nea Propontida.

## Località
Moudania è suddivisa nelle seguenti comunità:
- Nea Moudania
- Agios Mamas
- Agios Panteleimonas
- Dionysiou
- Zografou
- Nea Potidea
- Portaria
- Simantra
- Flogita